# Анонімні емоції
Анонімні емоції (EA) — це програма з дванадцяти кроків для одужання від психічної та емоційної хвороби. Станом на  2017 було приблизно 300 груп Анонімних емоцій, активних у Сполучених Штатах і ще 300 по всьому світу.

## Історія
Маріон Флеш (24 липня 1911 — 10 жовтня 2004) відповідає за створення груп, які стали Emotions Anonymous. Меріон закінчила педагогічний коледж штату Сент-Клауд (нині державний університет Сент-Клауд) і в різний час працювала вчителем, секретарем, клерком, бухгалтером, бухгалтером та офіс-менеджером. Пізніше в Університеті Міннесоти вона стала сертифікованим консультантом з питань хімічної залежності та почала працювати над ступенем магістра, але припинила роботу у віці 80 років через проблеми зі здоров'ям. Спочатку Меріон ходила на зустрічі Аль-Анон за порадою друга, щоб допомогти впоратися з нападами паніки. Пізніше Меріон дізналася про іншу програму з дванадцяти кроків, «Анонімні невротики», і розпочала першу таку зустріч у Міннесоті, яка відбулася 13 квітня 1966 року в громадському центрі Merriam Park у Сент-Полі. Анонімні невротики швидко розрослися в Міннесоті, і до осені 1966 року у штаті було тридцять активних груп.
Виникли розбіжності між групами Міннесоти та центральними офісами Анонімних Невротиків. Міжгрупова асоціація Міннесоти відокремилася від Анонімних невротиків 6 липня 1971 року. Після невдалих спроб примирити розбіжності з Анонімними невротиками, групи Міннесоти пізніше прийняли назву Анонімні емоції. Вони написали до Всесвітньої служби анонімних алкоголіків, щоб отримати дозвіл на використання Дванадцяти кроків і Дванадцяти традицій. Дозволи надано. Анонімні емоції офіційно подали статут про реєстрацію 22 липня 1971 року.

## Омани

### Призначення
EA не призначені для заміни психотерапії, психіатричного лікування або будь-якого виду професійного лікування психічного здоров'я. Людям може бути корисні як доповнення до лікування психічного здоров'я, як особистий засіб покращення психічного здоров'я в цілому, або коли психіатричне лікування недоступне, або у них є стійкість до психіатричного лікування. EA не намагається змусити членів виконувати чиїсь поради.

### Інтелектуальні порушення та госпіталізація
Джим Войтілла з департаменту соціальних служб округу Рамсі, штат Міннесота, створив групи EA для людей, які зловживають психоактивними речовинами з вадами розумового розвитку, у 1979 році. Войтілла зазначив, що коли ця конкретна демографічна група людей, які зловживають психоактивними речовинами, відвідує зустрічі АА в навколишній громаді, вони відчувають себе некомфортно, а іншим відвідувати зустрічі неприємно. Зустрічі EA Войтілли були створені, щоб уникнути цих проблем і розглянути захворювання його клієнтів, крім зловживання психоактивними речовинами.. Відтоді чотири статті вузько визначили EA як програму, призначену спеціально для людей з обмеженими інтелектуальними можливостями. Подібним чином EA також було неправильно описано як організацію спеціально або переважно для тих, хто був виписаний із психіатричних лікарень.
EA не дискримінує жодну демографічну групу. Все, що потрібно, щоб приєднатися до EA, це бажання стати емоційно здоровим. EA не є і ніколи не була спеціальною програмою для людей із будь-яким певним походженням чи історією лікування. Нерідкі випадки, коли особи, які одужують від залежності, або колишні пацієнти психіатричних лікарень звертаються за допомогою до ЕА після виписки.

## Процеси
Додаткову інформацію про цю тему див. у розділах Групи самодопомоги для психічного здоров'я: Групові процеси та Програма з дванадцяти кроків: Процес
Анонімні емоції розглядають психічні та емоційні захворювання як хронічні та прогресуючі, як залежність. Члени EA виявляють, що вони «досягнули дна», коли наслідки їхньої психічної та емоційної хвороби викликають повний відчай. Групи з дванадцяти кроків символічно представляють структуру людини в трьох вимірах: фізичному, розумовому та духовному. Вважається, що хвороби, з якими мають справу групи, проявляються в кожному вимірі. Перший крок у кожній групі з дванадцяти кроків становить, що учасники не змогли контролювати своєю силою волі. У деяких випадках наголос робиться на досвіді у фізичному вимірі; в АА перший крок пропонує визнати безсилля перед алкоголем, в Анонімних переїдачів (ОА) це безсилля перед їжею. В інших групах Перший крок підкреслює досвід у розумовому вимірі; в NA Перший крок пропонує визнати безсилля над залежністю, в EA (як і в Анонімних Невротиках) це безсилля над емоціями. Emotions Anonymous зосереджується на девіантних настроях та емоціях, а не лише на прагненні змінити настрій. Суб'єктивне переживання безсилля над своїми емоціями може породжувати численні види поведінкових розладів або може бути причиною психічних страждань без послідовного поведінкового прояву (наприклад, афективні розлади).
Коли учасники Третього Кроку віддають свою волю Вищій силі, це не слід розуміти як заохочення до пасивності, скоріше його метою є посилення прийняття реальності. Процес виконання Дванадцяти кроків має на меті замінити егоцентризм на зростаючу моральну свідомість і готовність до самопожертви та безкорисливих конструктивних дій; це відомо як духовне пробудження або релігійний досвід.

### Інструменти та рекомендації для відновлення
Усі програми з дванадцяти кроків використовують дванадцять кроків і дванадцять традицій, але більшість із них мають власні спеціалізовані інструменти та вказівки, що підкреслюють фокус їхніх програм. EA розробила «Дванадцять корисних концепцій» і «Що таке EA… і чим не є». «Тільки для сьогоднішнього дня», а також дещо змінену версію Дванадцяти обіцянок АА. EA «Just For Todays» адаптовано дванадцятиетапною організацією для жінок, які постраждали від домашнього насильства з історіями зловживання психоактивними речовинами, Wisdom of Women (WOW).